# 山下遥香
山下 遥香（やました はるか、1996年10月14日 - ）は、日本の女子バレーボール選手である。

## 来歴
大阪府大阪市住吉区出身。小学3年生の終わりくらいに親の知人が創設したジュニアチームに誘われたことをきっかけにバレーボールを始め、小学4年生の途中からセッターを務めるようになる。中学でもバレーを続け、中学3年生のときに大阪府のベスト4まで進むが、3位決定戦で敗退したことにより全国大会出場を逃す。
大阪女子短期大学高等学校（現・大阪緑涼高等学校）、京都橘大学を経て、2018/19シーズン、V.LEAGUE DIVISION1 WOMEN（V1女子）に所属するPFUブルーキャッツの内定選手となった。内定選手としてV1女子の試合に出場し、Vリーグデビュー。
2023年の第71回黒鷲旗大会でPFUの優勝に貢献し、ベスト6を受賞した。
2024年4月にPFUを退団し、6月に地元である大阪府を本拠地とするJTマーヴェラス（9月より大阪マーヴェラス）に移籍。移籍理由については、2023-24シーズンのレギュラーラウンドを無敗で終えたJTマーヴェラスのレベルの高さに関心を持ち、そこでやってみたい、自分も成長したいと思ったことから入部を決めた。
2025年4月15日、大阪マーヴェラスからの退団が発表された。5月7日に自由交渉選手として公示。6月に群馬グリーンウイングス入団が発表された。

## 選手としての特徴
高い位置からのトスを得意としており、ルチアーノ・デ・セッコを目標のバレーボール選手に挙げている。PFUブルーキャッツではセッター出身の監督であった坂本将康から大きな影響を受けた。

## 所属チーム
- 大阪市立苅田小学校
- 大阪市立東我孫子中学校
- 大阪女子短期大学高等学校（現・大阪緑涼高等学校）
- 京都橘大学
- PFUブルーキャッツ #18→#13（2018-2024年）
- 大阪マーヴェラス #20（2024-2025年）
- 群馬グリーンウイングス（2025年-）

## 受賞歴
- 2023年 - 第71回黒鷲旗全日本選抜大会 ベスト6

## 個人成績
V.LEAGUEの個人成績は下記の通り（交流戦・プレーオフを含む）。
| 大会        | 所属        | 出場   | 出場     | アタック | アタック | アタック | アタック | バックアタック | バックアタック | バックアタック | バックアタック | アタック決定本数 | ブロック | ブロック   | サーブ | サーブ     | サーブ | サーブ | サーブ | サーブ | サーブレシーブ | サーブレシーブ | サーブレシーブ | 総得点 |
| ----------- | ----------- | ------ | -------- | -------- | -------- | -------- | -------- | -------------- | -------------- | -------------- | -------------- | ---------------- | -------- | ---------- | ------ | ---------- | ------ | ------ | ------ | ------ | -------------- | -------------- | -------------- | ------ |
| 大会        | 所属        | 試合数 | セット数 | 打数     | 得点     | 失点     | 決定率   | 打数           | 得点           | 失点           | 決定率         | セット平均       | 得点     | セット平均 | 打数   | ノータッチ | エース | 失点   | 効果   | 効果率 | 受数           | 成功           | 成功率         | 総得点 |
| V1 2019-20  | PFU         | 24     | 68       | 2        | 1        | 0        | 50.0     | 0              | 0              | 0              | -              | 0.01             | 6        | 0.09       | 130    | 1          | 2      | 11     | 27     | 5.4    | 2              | 0              | 0.0            | 10     |
| V1 2018-19  | PFU         | 12     | 37       | 1        | 1        | 0        | 100.0    | 0              | 0              | 0              | -              | 0.03             | 2        | 0.05       | 91     | 2          | 2      | 6      | 24     | 9.3    | 1              | 0              | 0.0            | 7      |
| CM 2018-19  | PFU         | 2      | 5        | 0        | 0        | 0        | -        | 0              | 0              | 0              | -              | -                | 3        | 0.60       | 11     | 0          | 0      | 0      | 0      | 0.0    | 0              | 0              | -              | 3      |
| 通算：3大会 | 通算：3大会 | 38     | 110      | 3        | 2        | 0        | 66.7     | 0              | 0              | 0              | -              | 0.02             | 11       | 0.10       | 232    | 3          | 4      | 17     | 51     | 6.7    | 3              | 0              | 0.0            | 20     |

## 出演

### YouTube
PFUブルーキャッツ【Official】 
- PFUブルーキャッツ 【青猫じゃらし】山下選手に○○聞いてみた（2020年5月21日配信）